# Kolarți, Dobrici
Kolarți (în bulgară Коларци, în română Arabagi) este un sat în comuna Tervel, regiunea Dobrici, Dobrogea de Sud, Bulgaria. 
Între anii 1913-1940 a făcut parte din plasa Curtbunar a județului Durostor, România.

## Demografie
Componența etnică a satului Kolarți
     Turci (52,01%)
     Bulgari (29,24%)
     Nicio identificare (18,25%)
     Altele (0,48%)
La recensământul din 2011, populația satului Kolarți era de 619 locuitori. Din punct de vedere etnic, majoritatea locuitorilor (52,01%) erau turci, cu o minoritate de bulgari (29,24%). Pentru 18,25% din locuitori nu este cunoscută apartenența etnică.